# Bayerische Volkssternwarte München

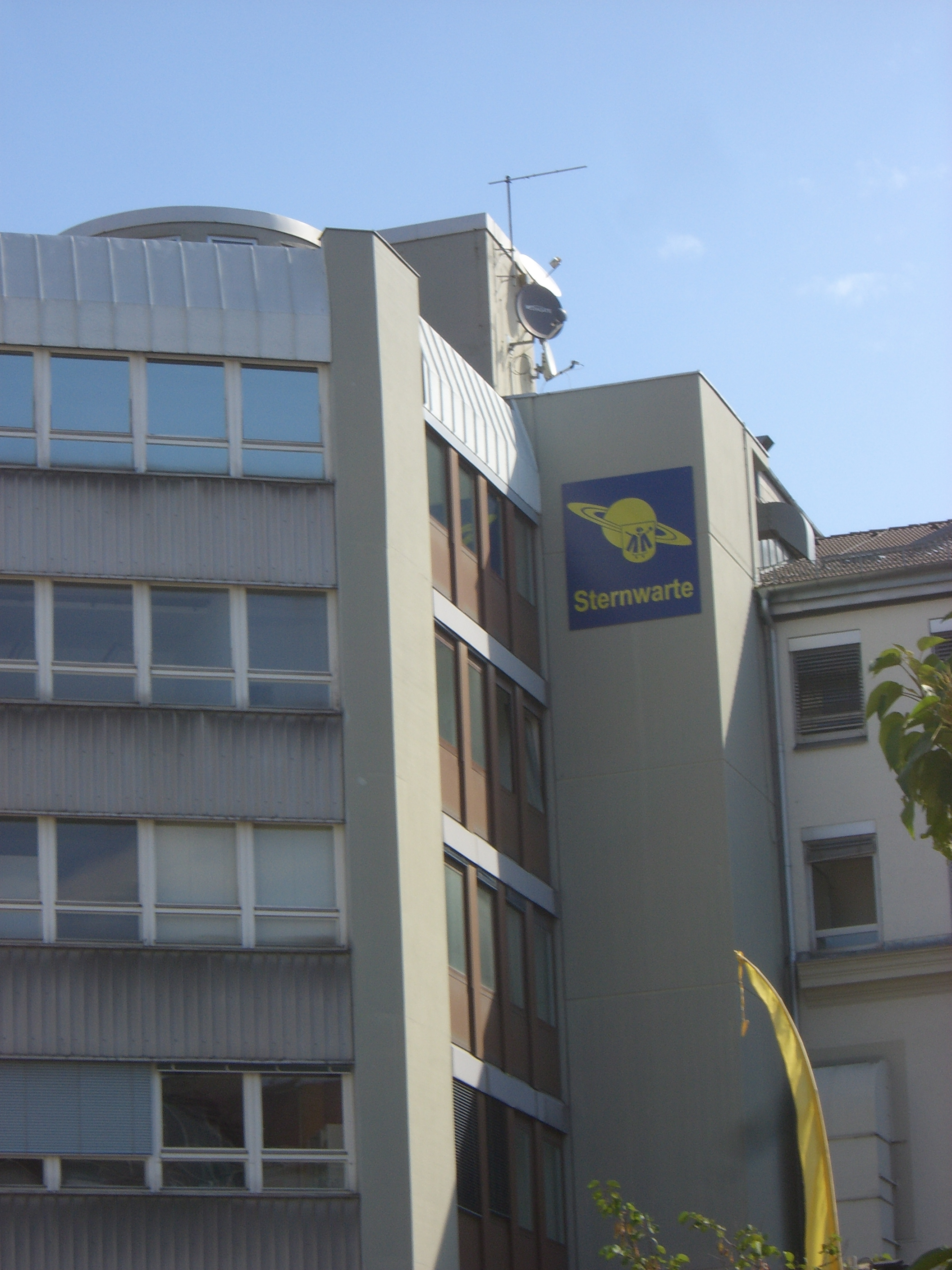
Standort der Volkssternwarte

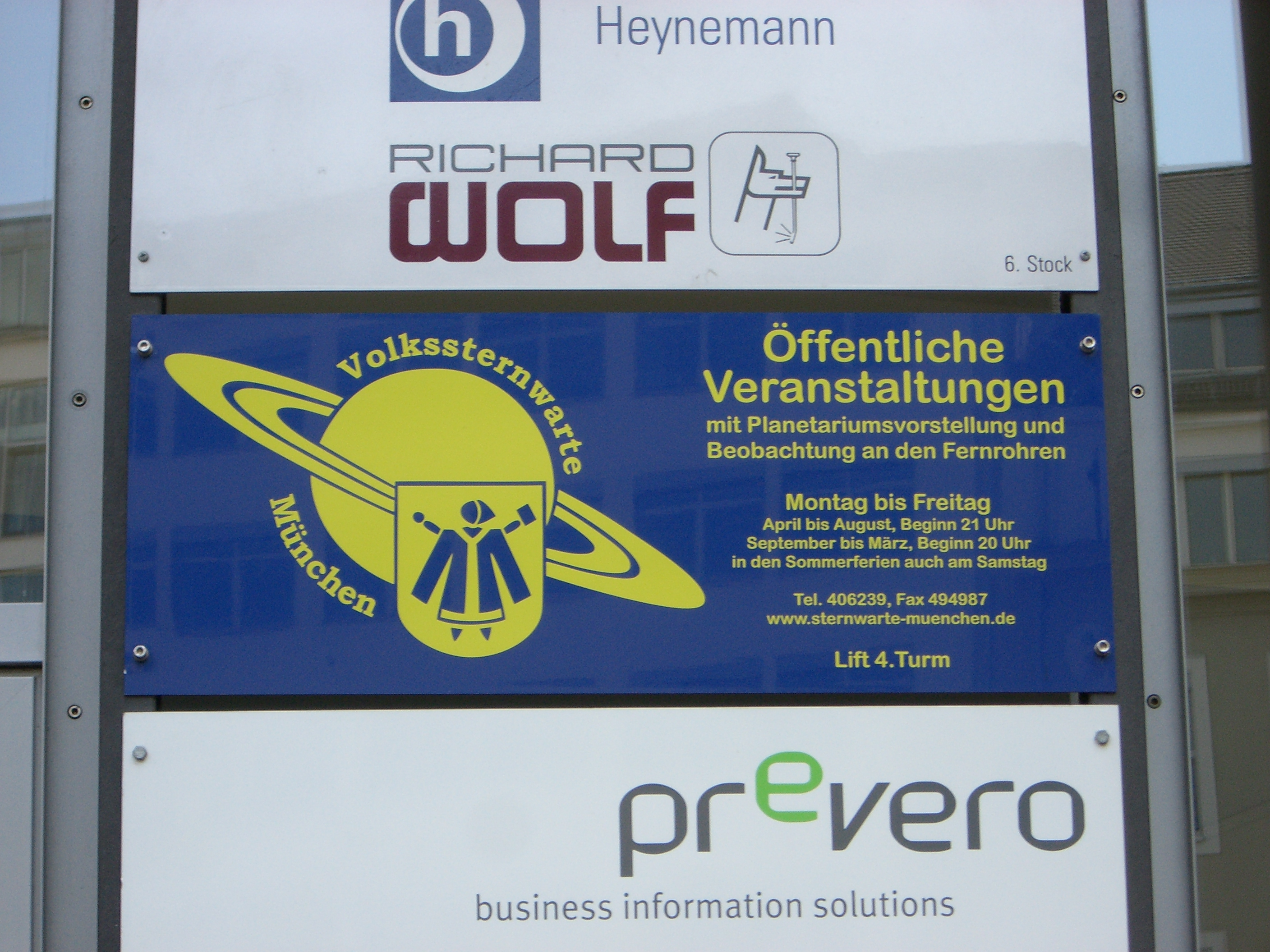
Eingangsschild

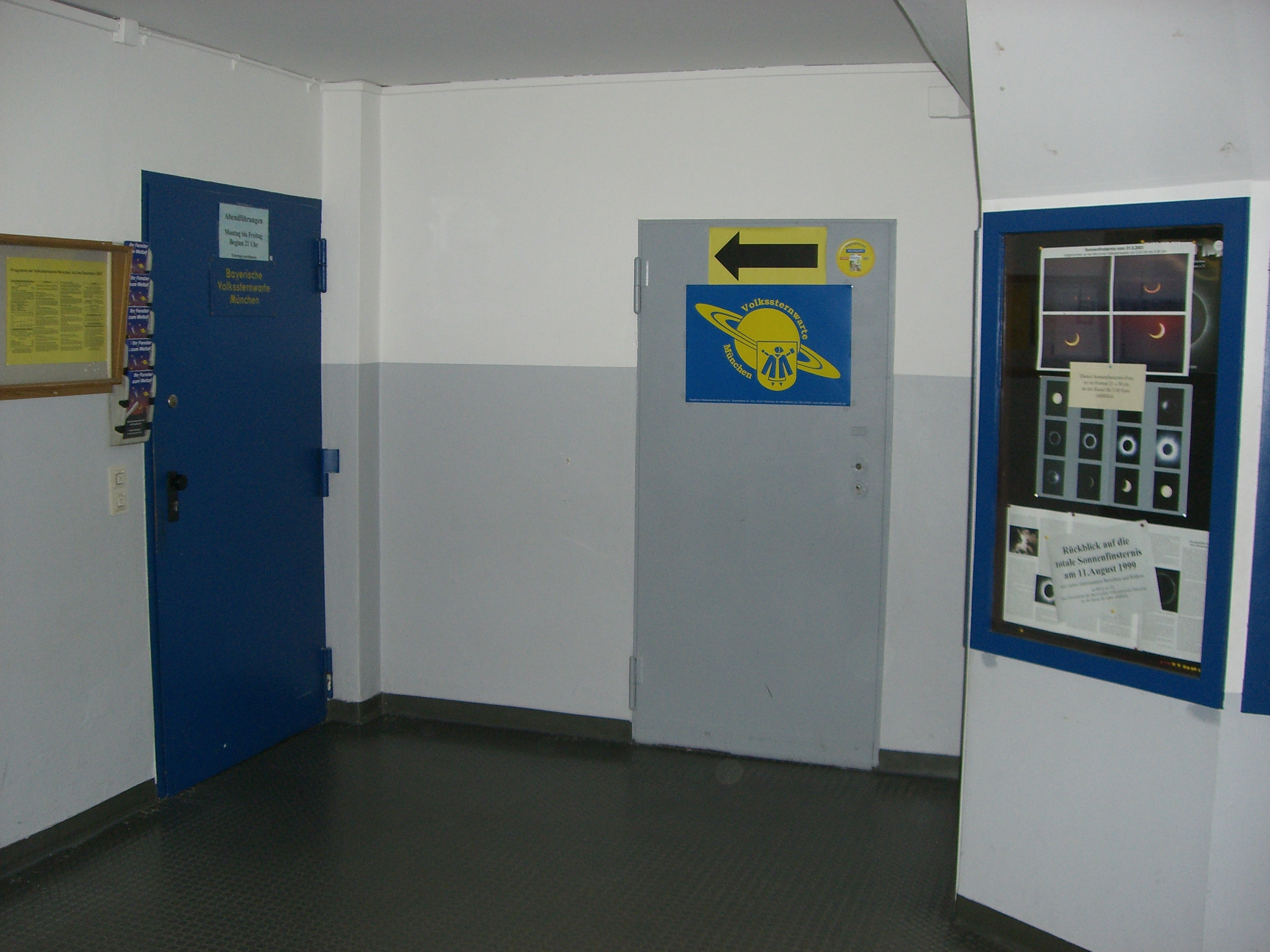
Zugang zur Sternwarte

Die Bayerische Volkssternwarte München e. V. gehört zu den größten Volkssternwarten in Deutschland. Die Sternwarte liegt im Münchner Stadtteil Berg am Laim an der Rosenheimer Straße und befindet sich in einem ehemaligen Luftschutzbunker.

## Geschichte
Die Volkssternwarte erhielt am 22. August 1946 für Peter G. Westphal die Genehmigung, ein Gewerbe „Himmelskundlicher Anschauungs- und Führungsdienst“ zu betreiben. Die erste öffentliche Führung fand am 31. Mai 1947 statt. Dieses Datum wird im Verein allgemein als Gründungstag angesehen. Am 21. Juli 1947 wurde die Genehmigung erteilt, unter der Bezeichnung „Volkssternwarte München“ tätig zu sein. Am 26. Oktober 1956 wurde der gemeinnützige Verein unter dem Namen Bayerische Volkssternwarte München e. V. im Registergericht eingetragen.
Der Verein hat etwa 570 Mitglieder (Stand August 2010), von denen ca. 10 % ehrenamtliche Mitarbeiter sind. Von 1990 bis 2015 war Peter Stättmayer hauptamtlicher Leiter der Sternwarte, nach dem auch der Asteroid 3398 Stättmayer benannt wurde. Sein Vorgänger war Hans Oberndorfer, nach dem der Asteroid (3275) Oberndorfer benannt wurde. Zusätzlich gab es zwei weitere hauptamtliche Mitarbeiter, die die laufenden Geschäfte der Sternwarte führten. Vom 1. Juli 2015 bis 28. Februar 2021 war Benjamin Mirwald Leiter der Volkssternwarte.
Der Verein finanziert sich zum größten Teil aus Mitgliedsbeiträgen, Eintrittsgeldern und Spenden selbst, erhält aber auch finanzielle Unterstützung durch das Kulturreferat der Landeshauptstadt München.

## Führungen und Vorträge
Die Sternwarte bietet von Montag bis Freitag Abendführungen an. Jeden Freitag finden zusätzlich spezielle Kinderführungen statt. Für Schulklassen und sonstige Gruppen werden Sonderführungen durchgeführt. Darüber hinaus finden pro Jahr mehr als 20 allgemeinverständliche Vorträge statt, in denen teilweise auch externe Referenten wie Harald Lesch und Rudolf Kippenhahn dem Laien Einblicke in die Astronomie geben bzw. gaben.

## Aufgaben
Hauptziel des Vereins ist es, Astronomie in allgemeinverständlicher Form zu vermitteln. Dies erfolgt in öffentlichen Führungen, Führungen für Schulklassen und Kindergärten sowie in Vorträgen und Kursen.
Daneben ermöglicht der Verein seinen Mitgliedern die Benutzung der Großteleskope zu eigenen Beobachtungen außerhalb der Führungen. Die Hobbyastronomen tauschen sich zu den Themen Astronomie, Astrofotografie und Teleskopbau aus.

## Instrumente

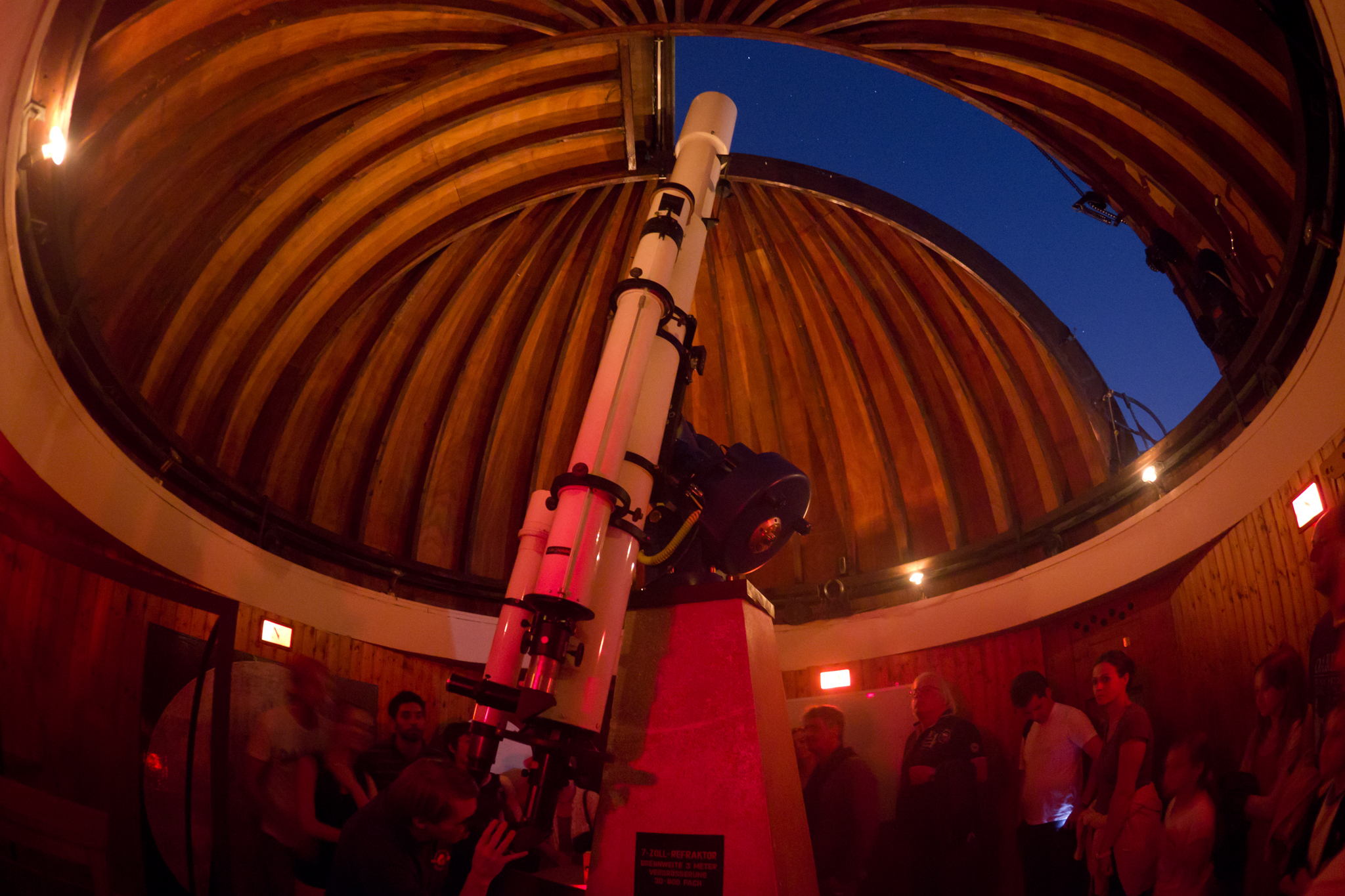
7" Refraktor

Auf einer 300 m² großen Plattform in 35 m Höhe sind die größeren Teleskope in zwei Kuppeln und drei Schutzhütten untergebracht. Darüber hinaus verfügt die Sternwarte über ein „Carl Zeiss“–Planetarium mit 30 Sitzplätzen, einen Ausstellungsraum, einen Vortragssaal, eine umfangreiche Bibliothek, einen Seminarraum und eigene Werkstätten.
Zur Beobachtung werden unter anderem ein Fernrohr mit 7" (17,5 cm mit 3 m Brennweite und einer 30- bis 600-fachen Vergrößerung) Öffnung, ein 16" (40 cm mit 4 m Brennweite) Schmidt-Cassegrain-Teleskop und ein 10" (25 cm mit 4 m Brennweite) Falt-Refraktor genutzt. Es gibt auch zahlreiche kleinere Fernrohre, welche zum Einsatz kommen, wenn sehr viele Besucher vor Ort sind. Seit Mai 2004 verfügt die Bayerische Volkssternwarte München über ein Spiegelteleskop mit einem 80-cm-Hauptspiegel und 8 m Brennweite, das zu den größten öffentlich zugänglichen Teleskopen Deutschlands gehört. Das Teleskop wurde am 13. Januar 2005 von Münchens Oberbürgermeister Christian Ude eingeweiht. Zudem gibt es seit Herbst 2020 ein 50-cm-Teleskop, welches durch gleich bleibende, ein Meter hohe Einsichthöhe rollstuhlgerecht ist.

## Projekte abseits des Normalbetriebs
Die Volkssternwarte hat zahlreiche aktive Mitglieder, die abseits des normalen Regelbetriebes aktiv sind.

### Satellitenbeobachtungen
Seit Dezember 2004 ist die Gruppe der Satellitenbeobachtung bei der Volkssternwarte München aktiv. Am 2. Juli 2005 gelang das erste Bild der ISS mit dem 80-cm-Teleskop. Da die Technik seitdem ständig verbessert wird, zeigen die Bilder einen immer größeren Detailreichtum.

### Sternbedeckungen
Eine Gruppe von aktiven Mitgliedern bestimmt mit Hilfe von Sternbedeckungen Form und Bewegung von kleineren Himmelskörpern im Sonnensystem.

### Mondsichelbeobachtungen
Einige Mitglieder versuchen, immer schmälere Mondsicheln zu beobachten. Sie hatten es als erste weltweit geschafft, die Mondsichel 5 Minuten nach Neumond abzulichten. Das war zu jenem Zeitpunkt Weltrekord.

### Exoplaneten
Mit dem 80-cm-Teleskop werden auch Exoplaneten detektiert.

### Fotografie
Zahlreiche hervorragende Fotos entstanden an den Geräten der Volkssternwarte, viele davon durch Bernd Gährken. Weitere Bilder werden auch in der Astro-Galerie der Öffentlichkeit zur Verfügung gestellt.

### Spiegelschleif- und Teleskopbau-Gruppe
Bei wöchentlichen Treffen bauen die Mitglieder Teleskope bzw. schleifen die erforderlichen Spiegel selbst.